# ألفريدو نونيز
ألفريدو نونيز (بالإسبانية: Alfredo Nuñez)‏ (16 فبراير 1960 في تشيلي - 15 مارس 2008 في تشيلي) هو مدرب كرة قدم ولاعب كرة قدم تشيلي في مركز الوسط، شارك في الألعاب الأولمبية الصيفية 1984. وشارك مع منتخب تشيلي لكرة القدم. أما مع النوادي، فقد لعب مع نادي بالستينو.

## وصلات خارجية
- ألفريدو نونيز على موقع الاتحاد الدولي (مؤرشف)  (الإنجليزية)
- ألفريدو نونيز على موقع ناشيونال فوتبول تيمز (الإنجليزية)
- ألفريدو نونيز على موقع أوليمبيديا (الإنجليزية)